# Charax niger
Charax niger är en fiskart som beskrevs av Lucena, 1989. Charax niger ingår i släktet Charax och familjen Characidae. Inga underarter finns listade i Catalogue of Life.